# Шахрі-Сухте
Шахре-Сухте  (перс. شهر سوخته — «спалене місто») — археологічна пам'ятка, що є останками міського поселення бронзової доби, ймовірно джирофтської культури. Виявлений в остані Систан і Белуджистан на південному сході Ірану на березі річки Гільменд біля дороги Захедан - Заболь. Було висунуто пропозицію включити місто до списку  Всесвітньої спадщини ЮНЕСКО .

## Розкопки
Займаючи площу в 151 гектар, Шахрі-Сухте належало до найбільших міст на зорі людської цивілізації. Місто виникло близько 3200 до н. е. Воно пройшло у своєму розвитку чотири стадії, і зазнавало спалення тричі, перш ніж остаточно було залишено у 2100 до н. е. Залишки міста були виявлені в 1967. З 1970 року тут постійно проводять розкопки команди іранських та італійських археологів, періодично публікуються повідомлення про все нові відкриття.

## Знахідки
- У грудні 2006 археологи виявили тут найдавніший протез ока,[4] напівсферичної форми, діаметром трохи більше 2,5 см. Він виконаний з дуже легкого матеріалу, імовірно бітумної пасти. Поверхня штучного ока покрита тонким шаром золота, в центрі його вигравіруване коло (зображає райдужну оболонку ока) з золотими лініями, що розходяться у вигляді променів. Жінка, поряд з залишками якої виявлено штучне око, мала зріст 1,82 м — набагато більше середнього зросту жінки того часу. З обох сторін у штучному оку були просвердлені тонкі отвори, через які простромлювався золотий дріт, за допомогою якого око закріплялося в очниці. Мікроскопічні дослідження виявили сліди золотого дроту, що говорить про те, що штучне око постійно використовувалося. Скелет датується періодом близько 2900—2800 рр. до н. е.[5][6]
- В ході розкопок було виявлено найдавніші засоби для Тріктраку і насіння кмину разом з численними металевими предметами (включаючи шлак і уламки котла).
- Було знайдено набір для Королівської гри Ура датований 2300 роком до н. е. Набір містив дошку, фігури і гральні кості.
- Серед інших цікавих об'єктів, знайдених при розкопках — людський череп зі слідами  трепанації та кубок з необпаленої глини з зображеннями, які можна тлумачити як ранній зразок  анімації.[7]

### Роль жінок
Ряд палеоантропологів вважають, що жінки-матері відігравали важливу соціальну та фінансову роль у Шахрі-Сухте. У похованнях ряду жінок, що датуються близько 5000 років тому, виявлені різьблені прикраси, виготовлені з річкової гальки, які, як передбачається, належали тільки шановним громадянам міста. Можливо, жінки використовували ці прикраси для накладення печаток на важливі документи, або просто демонстрували різьблені зображення для підкреслення свого високого статусу в суспільстві.

### Зуби як знаряддя праці
Палеоантропологічні дослідження 40 зубів, знайдених при розкопках некрополя Шахрі-Сухте, показують, що мешканці міста використовували їх як знаряддя праці при  лозоплетінні (для виготовлення кошиків, килимів, плетеного взуття та інших подібних предметів). Сліди такого зносу зубів відзначені як для чоловічих, так і для жіночих останків. Можливо, лозоплетіння було одним з найважливіших ремесел міста.

## Культурні особливості
Причини піднесення і занепаду Шахрі-Сухте поки залишаються нез'ясованими. Особливо примітним є культурна невідповідність рівня розвитку міста рівням сусідніх цивілізацій того часу, що ускладнює вирішення питання про походження даної цивілізації, про її попередників. У будь-якому випадку, це говорить про незалежність розвитку даної цивілізації від тих, що існували в  Месопотамії.
Жителі Шахрі-Сухте володіли навичками як землеробства, так і ремесел на досить високому рівні. При цьому досі при розкопках не виявлено ніяких предметів зброї, що говорить про мирний характер даної цивілізації.